# Parasomnia (film)
Parasomnia is een Amerikaanse horrorfilm uit 2008 geschreven en geregisseerd door William Malone, met in de hoofdrollen Dylan Purcell, Cherilyn Wilson en Jeffrey Combs. De film werd voor het eerst vertoond op het Screamfest Film Festival van 2008.

## Verhaal
Laura Baxter lijdt aan een vorm van parasomnie die ervoor zorgt dat ze vrijwel haar hele leven slapend doorbrengt. Ze is alleen af en toe even wakker. Danny Sloan is een student die op bezoek gaat bij zijn vriend Billy Dornboss. Die verblijft in een ontwenningskliniek in het ziekenhuis. Billy raadt Danny aan om voor hij vertrekt even te gaan kijken op de psychiatrische afdeling. Hier verblijft namelijk Byron Volpe, een seriemoordenaar die is veroordeeld voor de moord op zijn vrouw Madeline. Hij zou haar onder hypnose hebben gebracht en de opdracht hebben gegeven om van een gebouw te springen. Volpe zou zo'n begaafd hypnotiseur zijn dat zijn ogen bedekt worden gehouden om te voorkomen dat hij met iemand oogcontact kan maken. Terwijl hij langsgaat bij Volpe, ziet Sloan in de kamer naast hem Baxter liggen. Hij wordt verliefd op haar en blijft haar bezoeken.

## Rolverdeling
| Acteur              | Personage         |
| ------------------- | ----------------- |
| Dylan Purcell       | Danny Sloan       |
| Patrick Kilpatrick  | Byron Volpe       |
| Jeffrey Combs       | Detective Garrett |
| Cherilyn Wilson     | Laura Baxter      |
| Timothy Bottoms     | Dr. Corso         |
| Kathryn Leigh Scott | Zuster Evans      |
| Sean Young          | Madeline Volpe    |
| Brennan Bailey      | jonge Danny       |
| Madison Davenport   | jonge Laura       |
| Jeff Doucette       | Detective Conroy  |
| Louis Graham        | Dr. Bhyle         |
| Alison Brie         | Darcy             |
| Katherine Carlsberg | Miranda           |

## Trivia
- Parasomnia werd gefilmd op dezelfde set als House on Haunted Hill, die Malone ook regisseerde.
- Een van de wezens in de film werd eigenlijk ontworpen voor Malone's The Fair Haired Child uit de reeks Masters of Horror, maar daarin niet gebruikt.